# Патрік Овомоєла
Па́трік Овомоє́ла (нім. Patrick Owomoyela, нар. 5 листопада 1979, Гамбург) — німецький футболіст нігерійського походження, захисник та півзахисник «Боруссії» (Дортмунд).

## Клубна кар'єра
У дорослому футболі дебютував 2000 року виступами за «Люнебургер», в якому провів один сезон, взявши участь у 34 матчах чемпіонату.
Після цього грав у складі «Оснабрюка» та «Падерборн 07».
Своєю грою за останню команду привернув увагу представників тренерського штабу «Армінії» (Білефельд), до складу якої приєднався влітку 2003 року. Відіграв за білефельдський клуб наступні два сезони своєї ігрової кар'єри. Більшість часу, проведеного у складі білефельдської «Армінії», був основним гравцем команди.
Влітку 2005 року уклав контракт з «Вердером», у складі якого провів наступні три роки своєї кар'єри гравця, допомігши клубу виграти кубок німецької ліги.
До складу клубу «Боруссія» (Дортмунд) приєднався в липні 2008 року. У новому клубу двічі став чемпіоном Німеччини, а також одного разу вигравав кубок країни. Відіграв за дортмундський клуб 76 матчів в національному чемпіонаті. Наприкінці 2013 року отримав статус вільного агента.

## Виступи за збірну
16 грудня 2004 року дебютував в офіційних матчах у складі національної збірної Німеччини в товариській грі проти збірної Японії, яка завершилася перемогою «бундестім» з рахунком 3-0. 
У складі збірної був учасником розіграшу Кубка Конфедерацій 2005 року у Німеччині, на якому команда здобула бронзові нагороди.
Всього провів у формі головної команди країни 11 матчів.

## Титули і досягнення
- Володар Кубка німецької ліги (1):

«Вердер»: 2006
- Чемпіон Німеччини (2):

«Боруссія» (Дортмунд): 2010-11, 2011-12
- Володар Кубка Німеччини (1):

«Боруссія» (Дортмунд): 2011-12
- Володар Суперкубка Німеччини (1):

«Боруссія» (Дортмунд): 2008